# Kirkcaldy (stacja kolejowa)
Kirkcaldy – stacja kolejowa w Kirkcaldy, w hrabstwie Fife, w Szkocji, w Wielkiej Brytanii. Stacja jest zarządzana przez First ScotRail i znajduje się na Fife Circle Line, 42 km (26 mil) na północny wschód od Edinburgh Waverley. British Transport Police prowadzi małe biuro na peronie 1.
Na przełomie 2008/09 z usług stacji skorzystało 1.172 mln pasażerów.